# Elsterchen
Die Elsterchen (Spermestes) sind eine Gattung aus der Familie der Prachtfinken. In der Vergangenheit wurden die vier Arten in die Gattungen Lonchura (Bronzemännchen) und Odontospiza gestellt. Aufgrund molekulargenetischer Untersuchungen wurde die Gattung Spermestes dann wiedererrichtet.

## Namen
Die Bezeichnung Elsterchen weist nicht darauf hin, dass diese Vögel innerhalb der Prachtfinken außergewöhnlich klein und zierlich sind. Mit ihrer Körperlänge von 9 bis 12 Zentimeter entsprechen sie der Größe der anderen Vertreter. Namensgebend ist vielmehr ihr schwarz-weißes Gefieder, das entfernt an das einer Elster erinnert, die allerdings um ein Vielfaches größer ist als die Arten dieser Gattung.

## Verbreitung
Elsterchen sind in Afrika beheimatet. Ihr Verbreitungsgebiet reicht vom Senegal durch Westafrika südwärts bis Angola. Auf der östlichen Seite Afrikas dehnt sich ihr Verbreitungsgebiet von Äthiopien durch Kenia und Tansania bis in den Osten Südafrikas.

## Arten
Vormals in Lonchura:
- Glanzelsterchen (Spermestes bicolor)
- Kleinelsterchen (Spermestes cucullata)
- Riesenelsterchen (Spermestes fringilloides)

Vormals in Odontospiza:
- Graukopfelsterchen (Spermestes griseicapilla)